# PZL.37 Łoś
PZL.37 Łoś var et polsk mellemdistance bombefly, der var udviklet og fremstillet af den polske flyproducent PZL. Flyer også kaldt "PZL P-37" og "PZL P.37". Flyet fløj sin jomfruflyvning den 30. juni 1936 og blev sat i tjeneste i 1938. Da flyet blev indsat i tjeneste var flyet anset som ikke blot det mest moderne og effektie våben i Polens militær, men tillige som et af de mest avancerede bombefly i verden.
PZL.37 Łoś blev benyttet af Polen under den tyske invasion i september 1939, men i begrænset omfang. Den 1. september 1939 råede det polske luftvåben over ca. 86 PZL.37'ere, men mindre end halvdelen af disse blev benyttet i kamp, bl.a. som følge af, at flere af flyene blev benyttet af træningsenheder, flere af flyene var under reparation eller under vedligeholdelse og nogle blev holdt i reserve. Flyene led store tab under aktiv tjeneste, da de led under ikke at have tilstrækkelig støtte fra escorterende jagerfly, hvilket gjorde dem til nemme ofte for Luftwaffes jagerfly. De sidste missioner med flyet fandt stede den 19. september 1939. I oktober blev ca. 26-27 af de PZL.37'ere, der var evakueret fra Polen beslaglagt af Rumæniens regering og senere brugt af det rumænske luftvåben på østfronten i kamp mod Sovjetunionen.

### Bibliography
- Cynk, Jerzy B. The Polish Air Force at War: The Official History, Vol. 1, 1939–1943. Atglen, Pennsylvania: Schiffer Publishing, 1998 ISBN 0-7643-0559-X
- Cynk, Jerzy B. Polish Aircraft, 1893–1939. London: Putnam & Company, 1971. ISBN 0-370-00085-4.
- Cynk, Jerzy B. P.Z.L. P.37 Łoś (Aircraft in Profile, Number 258). Windsor, Berkshire, UK: Profile Publications, 1973. OCLC 836675662
- Cynk, Jerzy B. Samolot bombowy PZL P-37 Łoś (In Polish). Warszawa, Poland: Wydawnictwa Komunikacji i Łączności, 1990. ISBN 83-206-0836-8.
- Cynk, Jerzy B.; Bernad, D.; Braniewski; B.; Glass, A. and Kopański, T. PZL P.37 Łoś (In Polish with English summary). Gdansk, Poland: AJ-Press, 2007.
- Glass, Andrzej. Polskie Konstrukcje Lotnicze Vol. 3 (In Polish). Sandomierz, Poland: Wydawnictwo Stratus, 2008. ISBN 978-83-8945-084-5
- Hawson, Gerald, Arms for Spain: The Untold Story of the Spanish Civil War. New York: St. Martin's Press, 1999. ISBN 0-31224-177-1
- "The Elegant Elk...Poland's Unfortunate Bomber". Air International, October 1988, Volume 35, No. 4, pp. 193–198, 216–218. ISBN 0-903234-61-0